# Кімберліт

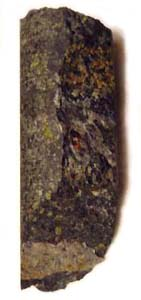
Частина кімберлітової породи, величиною близько 13 см. Північна частина Онтаріо, Канада

Кімберліт — вивержена магматична гірська порода, чорного кольору з синім або зеленим відтінками (іноді колір кімберліту змінюється від майже чорного через синій чи зеленувато-сірий до світло-сірого і бурого). Виповнює порожнини так званих трубок вибухів газів у земній корі (кімберлітові трубки). Гірська порода є алмазоносною.

## Історія
Відкритий у 1871 р. в Південній Африці біля містечка Кімберлі. Назва походить від м. Кімберлі (Kimberley) в Південно-Африканській Республіці.

## Походження і склад
Власне кімберліт являє собою масивну брекчієподібну гірську породу, яка складається з первинно магматогенного, повністю зміненого цементу, складеного тонкозернистим агрегатом серпентину, кальциту, флогопіту, перовськіту, магнетиту, водних алюмосилікатів та ін. занурених у цемент різнорідних вкраплеників мінералів і уламків порід. Кімберліт заповнює трубки вибуху і зустрічаються у вигляді жил, дайок, сіллів. Складається головним чином з олівіну, піроксенів, ґранатів, флогопіту. Належить до мало поширених порід.
Кімберліт — магматична гірська порода, утворена з кімберлітової магми, специфічного хімічного складу. Кімберлітова магма до виходу на поверхню містила велику кількість води, вуглекислого газу та інших речовин з низькою температурою кипіння — т. з. летких компонентів. В міру остигання леткі компоненти вступали в реакції з раніше сформованими кристалами, а надлишок газів виходив на поверхню у вигляді гейзерів, гарячих джерел.
Основна маса породи має тонкозернисту структуру, матову поверхню. Переважаючими включеннями є великі (до 1 см) зерна чорного ільменіту, пластинки коричневої слюди, червоні краплі піропа. Інколи кімберліт містить уламки роздріблених вулканічними вибухами гірських порід. Тоді в зеленувато-сірій масі кімберліту можна побачити кусочки жовтих, кремових чи пістрявих вапняків і пісковиків, прошарки сланців, буро-рожевих гранітів.
Найкрасивішими є постійно присутні в К. крупні (часто по 2-3 см) кристали олівіну, гранату і піроксену, котрі мають кулеподібну чи дещо сплющену форму. Щільність к. змінюється від 3,0-3,1 до 2,3 г/см³. Свіжі і малозмінені кімберліти дуже тверді — геологічний молоток з дзвоном від них відскакує; кімберліт складений вторинними мінералами легко подрібнюється. Магнітні властивості кімберліту залежать від вмісту у ньому заліза.

## Алмазоносність
Алмази знаходяться в кімберліті у вигляді окремих кристалів, зростків декількох невеликих кристаликів, а також щільних агрегатів, складених з великої кількості найдрібніших зернят. Розмір окремих діамантів змінюється в широких межах від кількох сотих карата до гігантських кристалів, таких як "Куллінан" вагою понад 600 г. Концентрація діамантів становить бл. 0,000 000 1 % від маси породи. Вони розподілені в кімберліті рівномірно, і лише у верхній частині виходу кімберліту на поверхню, їх концентрація більша за рахунок вивітрювання.

## Розповсюдження
На даний час на Землі відомо понад тисячу родовищ цієї гірської породи. Кімберліт відомий в Якутії, Південній і Центральній Африці, Північній Америці, Бразилії, Індії, Норвегії. Кімберліт — головне корінне джерело алмазів. Сьогодні у світі відомо близько 2000 кімберлітових тіл, серед яких більш ніж у 300 трубках і дайках виявлені алмази. Промислові концентрації виявлені тільки в декількох десятках, а видобуток провадиться усього в 23 кімберлітових трубках і одній лампроїтовій. Розробляють кімберліт з змістом алмазів не нижче за 0,1 кар/т.